# Bathyliotina
Bathyliotina is een geslacht van weekdieren uit de klasse van de Gastropoda (slakken).

## Soorten
- Bathyliotina armata (A. Adams, 1861)
- Bathyliotina glassi McLean, 1988
- Bathyliotina lamellosa (Schepman, 1908)
- Bathyliotina nakayasui Habe, 1981
- Bathyliotina schepmani Habe, 1953